# Logistique urbaine
La logistique urbaine concerne les flux de marchandises et de biens dans les agglomérations, leur acheminement par voie terrestre (route, fleuve, rail), leur livraison à la destination finale (logistique du dernier kilomètre), ainsi que la gestion des flux retours. Elle implique ou touche de multiples acteurs : agents économiques, collectivités locales, opérateurs de réseaux de transport, habitants.

## Définitions
L'expression logistique urbaine peut désigner :
- la structure des flux de biens dans les zones urbanisées[1] ;
- le champ d'étude, rassemblant plusieurs disciplines académiques, qui vise à mesurer ces flux, étudier et analyser les organisations, schémas, et stratégies des différentes parties prenantes de la logistique[2] ;
- l'optimisation des flux de marchandises et de biens dans les agglomérations, ou l'art d'acheminer dans les meilleures conditions ces flux[3].

La logistique urbaine utilise les réseaux de transport qui desservent l'agglomération : réseaux ferroviaire, routier et voies d'eau (fleuves ou rivières) autour desquels se sont construites les principales agglomérations. La desserte du dernier kilomètre se fait généralement par camions ou véhicules utilitaires légers et s'ouvre à de nouveaux modes comme les vélos-cargos (cyclologistique).
D'autres termes sont parfois utilisés pour désigner ces concepts : transport de marchandises en ville, logistique de proximité, logistique du dernier kilomètre etc.

## Caractéristiques

### Indispensable au bon fonctionnement des agglomérations
La logistique urbaine est une « fonction vitale du métabolisme urbain ». En effet, l'espace urbain présente une grande densité de population dont il faut satisfaire les besoins de consommation, ainsi qu'une concentration d'activités économiques qu'il faut approvisionner en marchandises et matières premières. L'essor du commerce en ligne a démultiplié les besoins de livraisons de colis dans les centres-villes.  

### Acteurs concernés
La logistique concerne une multitude d'acteurs, se situant à l'interface du public et du privé. 
Les acteurs économiques de la logistique urbaine incluent les chargeurs (donneurs d'ordres), les prestataires logistiques, les aménageurs d'entrepôts logistiques, les commerçants et artisans effectuant du transport en compte propre, etc.
Les acteurs institutionnels organisent et régulent le transport de marchandises dans un souci d’amélioration du cadre de vie des habitants. Ils incluent l’État, les gestionnaires de réseaux de transport et les ports, les collectivités locales et leurs regroupements. Parmi ces derniers, il convient de noter le rôle particulier de l'autorité organisatrice de la mobilité qui peut organiser des services publics de transport de marchandises et de logistique urbaine.
Les habitants et usagers de la zone urbaine sont également directement impactés par la logistique, étant à la fois demandeurs d'un haut niveau de service (disponibilité et variété des produits en magasins, livraisons à domicile) et affectés par ses externalités négatives.

## Contexte

### Évolution des modes de consommation
Originellement pilotée par la production, la logistique est de plus en plus contrainte par la pression des consommateurs finaux.

#### La logistique individuelle
La logistique individuelle, ou le transport de marchandises par des personnes privées, reste peu étudiée et est rarement traitée par des politiques publiques, alors même qu’elle concerne jusque 50 % des flux de marchandises en ville. De plus ce segment est de loin le moins optimisé de la Gestion de la chaîne logistique : 55 à 60 % des déplacements d’achats sont effectués en voiture, avec un grand nombre de trajets à vide.

## Principaux enjeux

### Le coût du «dernier kilomètre»
Le dernier maillon de la logistique est également le plus coûteux, représentant environ 20 % du coût global de la chaîne logistique.

### Prise en compte des externalités

#### Environnementales
En milieu urbain, les transports représentent entre 35 % et 50 % des émissions de gaz à effet de serre. Les marchandises représentant entre 15 % et 20 % de ces émissions contre 25 % à 30 % pour les voyageurs. Pourtant, les émissions du secteur des transports sont en hausse, portées par la croissance des émissions du transport de marchandises (+21 % à Lille entre 1998 et 2006). 
Le secteur des transports est le principal émetteur d’oxydes d’azote (NOx) dans les grandes agglomérations. La pollution atmosphérique atteint des niveaux dangereux pour la santé dans de nombreuses villes. En milieu urbain, les transports représentent en moyenne 70 % des NOx et 32 % des particules fines (PM10). Le transport de marchandises contribue à ces émissions à hauteur de 40 % pour les NOx et 50 % pour les particules.
Les politiques publiques mises en place dans les grandes villes ont permis de limiter la croissance des émissions du transport de voyageurs (ou même, dans le cas de Lille, de les faire baisser). Les politiques publiques encouragent également le recours à des modes de transport de marchandises bas carbone (fret ferroviaire, transport fluvial) pour préserver le cadre de vie et réduire les émissions de gaz à effet de serre. 
Aux problématiques de la pollution et des nuisances sonores s’ajoute un problème de gestion politique en matière de stationnement et d’aménagement de l’espace urbain. Si l’on mise sur une réduction des bandes de circulation pour pousser les conducteurs à abandonner leur voiture au profit des transports en commun, l’espace dédié au stationnement pour les livraisons, lui, se rétrécit. Les défis étant interdépendants, cela complexifie fortement la problématique de la logistique urbaine.

### Impacts sur la circulation urbaine
Le transport de marchandises en ville réalisé par des véhicules routiers peut engendrer des formes de congestion, et par conséquent des nuisances sonores et atmosphériques. Néanmoins, il s’agit d’un « mal nécessaire » car le transport de ces marchandises est essentiel pour l’économie des villes. Une pratique courante est la livraison en double file. Ces « stationnements sauvages » réduisent l’écoulement des véhicules dans le réseau de transport. Une étude de sensibilité quantitative en simulation microscopique met en lumière une dégradation significative des états de trafic sur un boulevard urbain à partir d’un faible nombre de stationnements en double file. Ces phénomènes locaux et temporaires semblent essentiels à intégrer dans les simulations du trafic afin d’étudier au mieux les performances globales du système de transport.

## Politiques publiques et logistique urbaine
Les pouvoirs publics ont longtemps laissé le sujet au secteur privé, se contentant d'agir à la marge sur les nuisances les plus apparentes à travers la régulation du stationnement et de la circulation. Cependant une prise de conscience de l'importance de la logistique urbaine pour la ville et de ses externalités amène de plus en plus d'institutions, en particulier les autorités locales, à s'emparer du sujet.
Ainsi plusieurs outils de politique publique ont émergé : zones à faibles émissions, péages urbains, centres de distribution urbaine, régulation sur la taille ou la motorisation des véhicules pouvant accéder aux zones urbaines, etc. La gouvernance de ces initiatives nécessite souvent une montée en compétences des collectivités et la mobilisation des acteurs économiques concernés.